# Prismatoide
In geometria solida, un prismatoide è un poliedro i cui vertici giacciono in due piani paralleli. I prismatoidi includono le piramidi e i prismi.

## Esempi
Esistono varie famiglie infinite di prismatoidi. Qui sono elencate le più usate.
| Piramide | Prisma | Antiprisma | Prisma stellato | Cupola | Tronco di piramide |
- Una piramide ha una faccia detta base ed un altro vertice collegato a questa tramite facce triangolari.
- Un prisma ha due facce congruenti che giacciono su due piani paralleli, collegate con parallelogrammi laterali.
- Un antiprisma è simile al prisma: ha come facce due poligoni regolari congruenti posti su due piani paralleli, collegati però da triangoli.
- Un prisma stellato o un antiprisma stellato è definito analogamente: le due basi sono però poligoni stellati.
- Una cupola ha due facce non congruenti, collegate da rettangoli e triangoli.
- Un tronco di piramide ha due facce non congruenti ma simili, collegate da trapezi.

## Volume
Esiste una formula per il calcolo del volume valida per tutti i prismatoidi.
I vertici di un prismatoide giacciono su due piani {\displaystyle P_{1}} e {\displaystyle P_{3}} paralleli. Sia {\displaystyle P_{2}} il piano parallelo che giace a metà fra {\displaystyle P_{1}} e {\displaystyle P_{3}}. Ciascuno dei {\displaystyle P_{1},P_{2},P_{3}} interseca il prismatoide in un poligono, un segmento o un punto (il piano intermedio {\displaystyle P_{2}} interseca il prismatoide necessariamente in un poligono). Siano {\displaystyle A_{1},A_{2},A_{3}} le aree di queste intersezioni (zero se è un segmento o punto, positiva se è un poligono).
Sia {\displaystyle h}l'altezza del prismatoide, cioè la distanza fra i due piani {\displaystyle P_{1}} e {\displaystyle P_{3}}.
Il volume di un prismatoide è pari a
{\displaystyle V=h{\frac {A_{1}+4A_{2}+A_{3}}{6}}.}

## Simmetrie
I prismatodi "sufficientemente regolari" possiedono un asse di simmetria di ordine n>2 ortogonale ai piani paralleli, ed il loro gruppo di simmetria è ciclico ({\displaystyle C_{n}},{\displaystyle C_{n\mathrm {h} }}, {\displaystyle C_{n\mathrm {v} }}) o diedrale ({\displaystyle D_{n}}, {\displaystyle D_{n\mathrm {h} }}, {\displaystyle D_{n\mathrm {d} }}), simile cioè al gruppo di simmetrie di un poligono nel piano.
Alcuni prismatoidi possiedono più assi di ordine superiore e quindi sono iscritti in un gruppo di simmetria superiore: tra questi, il tetraedro regolare, il cubo e l'ottaedro regolare.
Esistono anche prismatoidi privi di assi di simmetria (ad esempio i prismi, tra cui i parallelepipedi, non retti) o completamente privi elementi di dimmetria (ad esempio le piramidi e i tronchi di piramide non retti).